# Silvana Corso
Silvana Mabel Corso es una docente, pedagoga, funcionaria, conferencista y autora argentina.
Es especialista en Integración Educativa de Personas con Discapacidad, con título de maestría por la Universidad de Salamanca, España.
En 2017 Corso fue nominada al Premio Global a la Enseñanza que anualmente organiza la Fundación Varkey, e integró el grupo de 50 finalistas que participaron en el evento anual, que se desarrolló en Dubái, Emiratos Árabes Unidos.
Por su labor pedagógica ha recibido numerosos reconocimientos y distinciones.
En 2017 fue declarada Personalidad Destacada por la Cámara de Diputados de la Provincia de Buenos Aires.

## Biografía
En su etapa de alumna secundaria se le diagnosticaron problemas de aprendizaje.
Estudió en la Facultad Latinoamérica de Ciencias Sociales (FLACSO) y recibió el título de Profesora de Historia. Posteriormente se especializó en dificultades del aprendizaje, obteniendo una especialización universitaria. Además realizó otra en TICS. También realizó estudios de máster en integración de personas con discapacidad. Fue Directora la Escuela de Educación Media N.º 2 Rumania, del barrio Villa Real en Buenos Aires, en la que Corso desarrolló tares de integración educativa en niños y adolescentes tanto con discapacidad como en situación de vulnerabilidad social.
En 2015, brindó una conferencia sobre educación en TEDX.
En 2017, Corso fue nominada al Premio Global a la Enseñanza, integrando el grupo de cincuenta finalistas.
En 2019, participó dictando conferencias y cursos organizados por el Plan Ceibal en Uruguay.
Actualmente se desempeña como Supervisora Titular Región VII en la Dirección de Educación Media del Ministerio de Educación de la Ciudad Autónoma de Buenos Aires. Además, continua su tarea como conferencista y pedagoga de temas de Integración Educativa de Personas con Discapacidad en escuelas comunes, tanto en su país como en países latinoamericanos.